# Miễn dịch thu được
Miễn dịch thu được hay là miễn dịch đặc hiệu là trạng thái miễn dịch xuất hiện do kháng thể đặc hiệu tương ứng với từng kháng nguyên được tạo ra sau khi cơ thể tiếp xúc với kháng nguyên. Có 2 cách tiếp xúc kháng nguyên:
- Tiếp xúc ngẫu nhiên trong cuộc sống. Có nhiều người có phản ứng mantoux (+) nhưng chưa bao giờ bị lao hay tiêm vaccin BCG, thực ra họ đã tiếp xúc mà không biết.
- Tiếp xúc chủ động: tiêm vaccin phòng bệnh.

Có 2 phương thức miễn dịch thu được là miễn dịch dịch thể và miễn dịch qua trung gian tế bào, trong đó miễn dịch dịch thể (humoral immunity) do các tế bào lympho B đảm nhiệm với các globulin miễn dịch lưu hành trong các dịch: IgG, IgM, IgA, IgD, IgE. Các globulin được tiết ra từ tương bào(tế bào plasma) có nguồn gốc là lym B đã được hoạt hóa. Vì đây là miễn dịch dịch thể nên kháng nguyên(KN) là KN ngoại bào bao gồm: vi khuẩn, vius, ký sinh trùng, ấu trùng của nó, vad tất cả tồn tại và sống ở dịch ngoai bào. Đối với các kháng nguyên phụ thuộc tuyến ức thì lym B cần lym T hoạt hóa nghĩa là lym T sẽ nhận dạng kháng nguyên và hoạt hòa lym B bằng Interleukin(IL)là IL-4, IL-5, IL-6 và đây là sự hỗ trợ từ tế bào Th(T helper).